# Marc Ellis

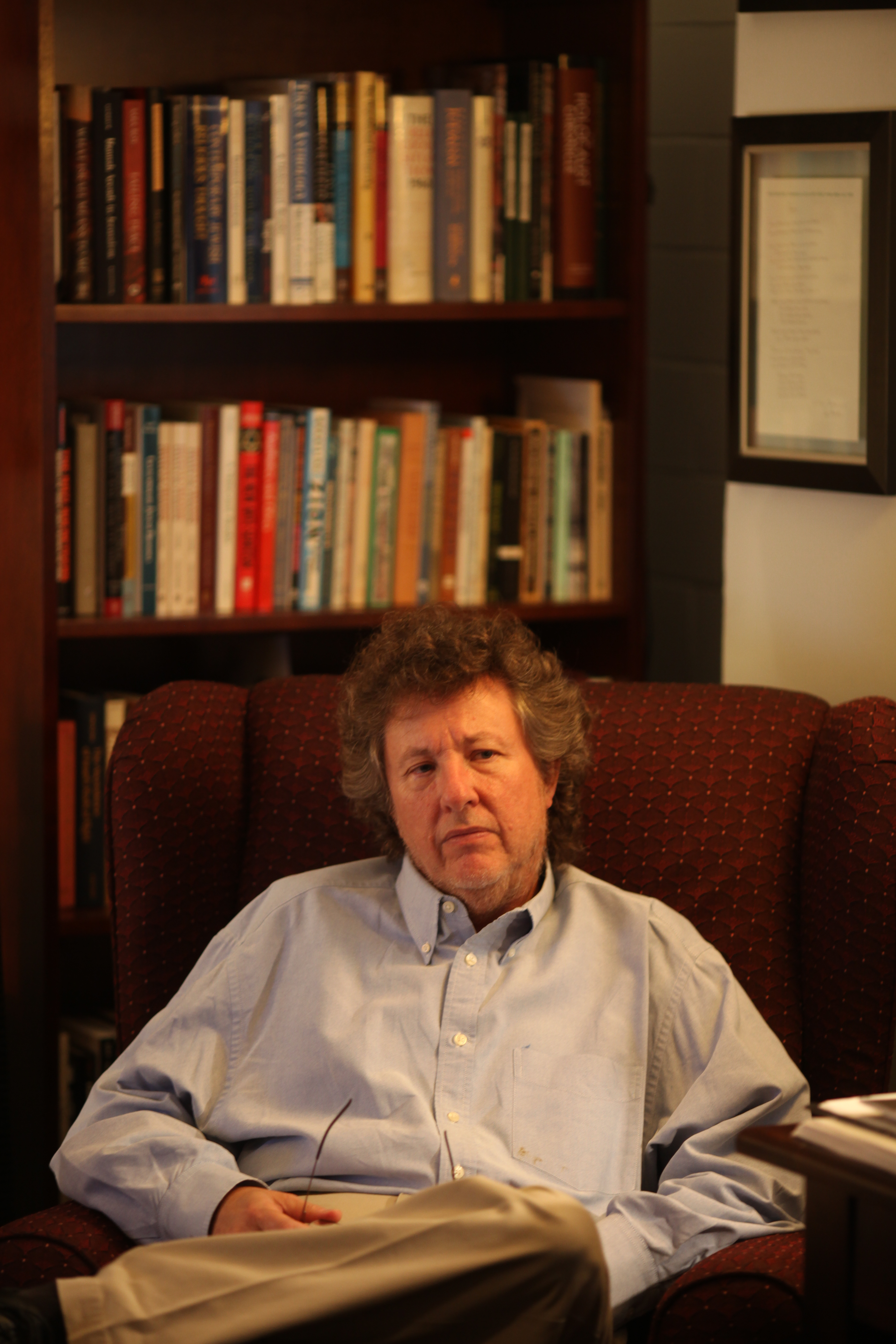
Marc Ellis

Marc H. Ellis (* 1952 in North Miami Beach, Florida) ist ein US-amerikanischer jüdischer Befreiungstheologe und Friedensaktivist.

## Leben
Nach seiner Promotion 1980 wurde Ellis Professor an der Maryknoll School of Theology in Maryknoll, New York und erster Direktor des Maryknoll Institute for Justice and Peace. Von 1998 bis 2012 war er Professor für Amerikanische und Jüdische Studien an der Baylor University in Waco, Texas. 2012 suspendierte ihn die Universität, nachdem eine Mitarbeiterin Ellis „sexuelle Belästigung“ vorgeworfen hatte. Ellis rechtfertigte sich mit dem Hinweis, dass die in dieser Hinsicht geltenden Regeln der Universität in seinem Falle „selektiv angewendet“ worden seien, während dasselbe Verhalten bei anderen „ständig übersehen“ werde. Der eigentliche Grund der Suspendierung seien seine politischen Ansichten.
Marc Ellis entwickelte eine jüdische Befreiungstheologie: Durch die Schaffung eines jüdischen Staates auf Kosten palästinensischer Präsenz sei der Bund Gottes mit Israel zerstört worden und könne nur durch eine neue Ethik und Ausübung von Gerechtigkeit erneuert werden, welche die beiden Völker versöhnt, die dort unwiderruflich miteinander verbunden sind. Ellis fordert daher Juden aus religiösen Gründen zum Kampf gegen die Unterdrückung und für die Gleichberechtigung der Palästinenser auf. Seine theologischen Ziehväter sind nach eigenen Angaben Martin Buber und insbesondere Richard Rubenstein.

## Publikationen
- Zwischen Hoffnung und Verrat. Schritte auf dem Weg einer jüdischen Theologie der Befreiung. („Toward a Jewish Theology of Liberation“)
- Zur Befreiung berufen. Eine jüdische Stimme. Gesammelte Aufsätze
- Ending Auschwitz. The Future of Jewish and Christian Life
- Unholy Alliance. Religion and Atrocity in Our Time
- O Jerusalem. The Contested Future of the Jewish Covenant
- Practicing Exile: The Religious Odyssey of an American Jew
- Beyond Innocence and Redemption. Confronting the Holocaust and Israeli Power. Creating a Moral Future for the Jewish People
- Remembering Deir Yassin. The Future of Israel and Palestine